# El M'hir
El M'hir è un comune dell'Algeria, situato nella provincia di Bordj Bou Arreridj.